# Hans Burn
Hans Burn (* 1. Februar 1965 in Adelboden) ist ein Schweizer Behindertensportler im Swiss Disabled Ski Team. Mit 25 Medaillen an Grossveranstaltungen (Paralympics oder Weltmeisterschaften) ist er der weltweit erfolgreichste Sportler und Inhaber eines Rekords im Guinness-Buch der Rekorde.

## Leben
Burn wuchs in Adelboden auf, seine Familie wohnte neben dem Zielhang des Weltcup-Riesenslaloms am Chuenisbärgli. 1983, mit 18 Jahren, verunfallte er in Ringgenberg mit dem Motorrad und musste sich einer Unterschenkelamputation unterziehen. 1984 fuhr er an den Schweizer Meisterschaften im Skifahren in Adelboden seine erste Rennen und holte sich gleich in der Abfahrt eine erste Bronzemedaille, und im Riesenslalom und Slalom erreichte er zwei fünfte Plätze.

## Sportliche Erfolge

### Paralympische Winterspiele
Winter-Paralympics 2002 in Salt Lake City
- Gold in Abfahrt, stehend
- Silber im Riesenslalom, stehend
- Silber im Slalom, stehend

Winter-Paralympics 1998 in Nagano
- Gold in Abfahrt, stehend
- Gold im Riesenslalom, stehend
- Gold im Slalom, stehend
- Silber im Super-G, stehend

Winter-Paralympics 1994 in Lillehammer
- Silber in Abfahrt, stehend
- Bronze im Super-G, stehend

Winter-Paralympics 1992 in Albertville
- Gold in Abfahrt, stehend
- Gold im Riesenslalom, stehend
- Silber im Super-G, stehend

Winter-Paralympics 1988 in Innsbruck
- Silber in Abfahrt, stehend
- Bronze im Super-G, stehend

### Schweizer Meisterschaften
Hans Burn hat so viele Schweizermeister-Titel gewonnen, dass er selbst nicht mehr sicher ist, wie viele es sind. Er schätzt:
- Abfahrt: 10
- Super-G: 15
- Riesenslalom: 17
- Slalom: 15